# Jelkov glivec
Jelkov glivec (znanstveno ime Sparassis brevipes) je gliva iz rodu glivcev (Sparassis).

## Značilnosti
Trosnjak je širok od 20 do 40 cm, včasih tudi večji, in visok 25 cm, podoben možganom ali spužvi, sestavljen iz ploščatih vejic, ki so najprej belkaste, kasneje rumenkaste, konice so svetlejše. Je prijetnega vonja in okusa po lešnikih.
Mesnat belkast bet se deli v številne ploščate veje.

## Razširjenost in življenjski prostor
Je razmeroma redka vrsta, uspeva poleti in jeseni. Raste kot parazit na koreninah in deblih jelk in drugih iglavcev.

## Mikroskopske značilnosti
Trosni odtis je bele barve. Trosi so elipsasti in merijo 4,5–6 × 3,5–4,5 µm.

## Podobne vrste
- borov glivec (Sparassis crispa) raste večinoma pod bori, je temnejši, bolj nakodran, vejice niso tako ploščate
- žličasti glivec (Sparassis spathulata) ima valovito žličasto oblikovane vrhove vej, raste pod listavci
- hrastov glivec (Saparssis laminosa) raste pod hrasti

## Uporabnost
Užitna, dokler je mlada.

## Galerija slik
- Trosi